# Grand Harbour

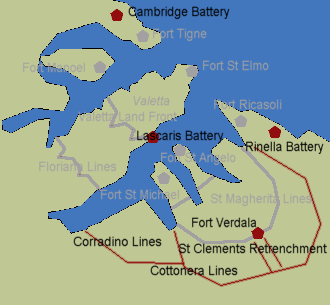
De Grand Harbour met de aanwezige versterkingen

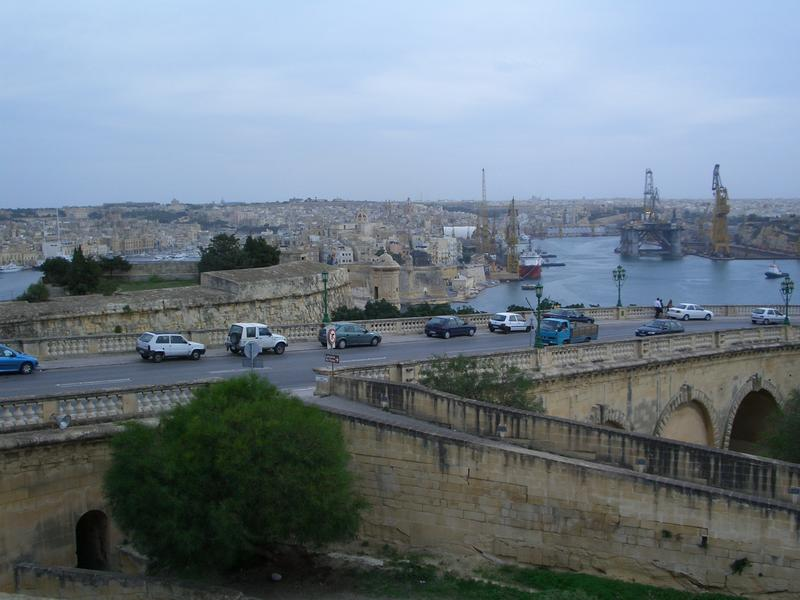
De Grand Harbour

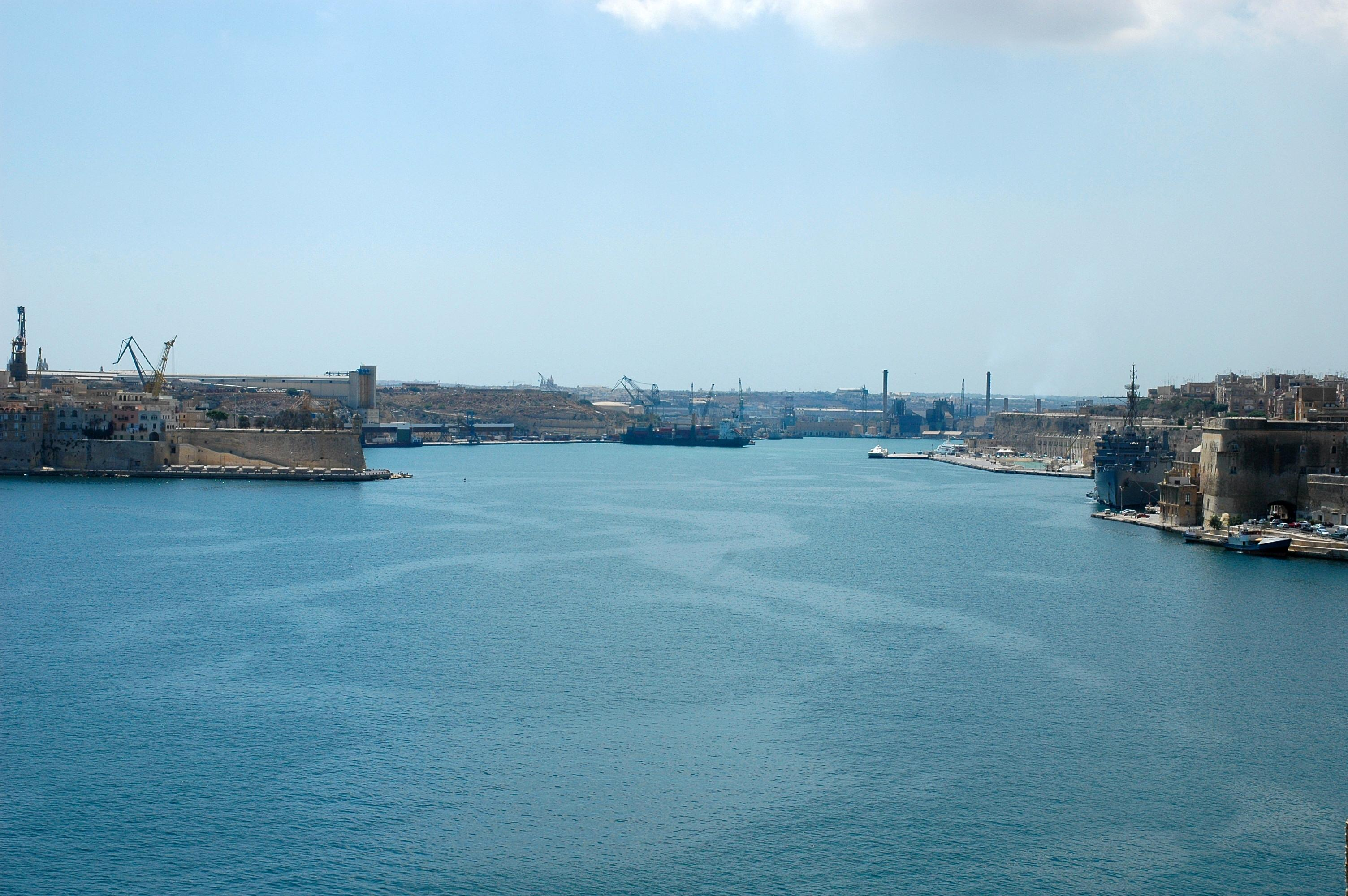
De Grand Harbour gezien vanuit de Upper Barakka Gardens in Valletta.

De Grand Harbour (in het Maltees Il-Port il-Kbir genoemd; Nederlandse vertaling "Grote Haven") is een natuurlijke haven op het eiland Malta, die reeds in de Romeinse tijd als handelshaven werd gebruikt. In de loop der tijden is de natuurlijke haven fors uitgebreid met fortificaties, dokken en kades.
Het water van de Grand Harbour loopt door tot Marsa. De zuidoostelijke kust wordt gevormd door Kalkara en de Drie Steden: Cospicua, Vittoriosa en Senglea. 
Gedurende 268 jaar was de Grand Harbour de basis van de Ridders van Sint Jan van Jeruzalem. Tijdens het Beleg van Malta - in 1565 - was de Grand Harbour het toneel van vele gevechten tussen de Ottomanen en de Ridders van Sint Jan van Jeruzalem. Na het vertrek van de Ridders werd deze haven, gedurende 170 jaar, de uitvalsbasis van de Britten. Tijdens de Tweede Wereldoorlog vonden er heftige bombardementen plaats, onder andere bij de Eerste slag om Malta.
De haven en de bijbehorende dokken zijn nog altijd actief, maar het grootste deel van de commerciële scheepvaart is overgenomen door de nieuwe haven van Marsaxlokk. De Grand Harbour is dientengevolge een stuk rustiger dan voorheen. Alle cruiseschepen, die de hoofdstad Valletta bezoeken, leggen er evenwel aan. Ook vertrekt er - op regelmatige tijdstippen - een watervliegtuigverbinding naar het eiland Gozo.
Met verschillende operators kan de Grand Harbour bezichtigd worden. Meerdere malen per dag vertrekken rondvaarten waarbij men de haven zowel boven als onder water kan bezichtigen.